# 가이우스 카시우스 롱기누스

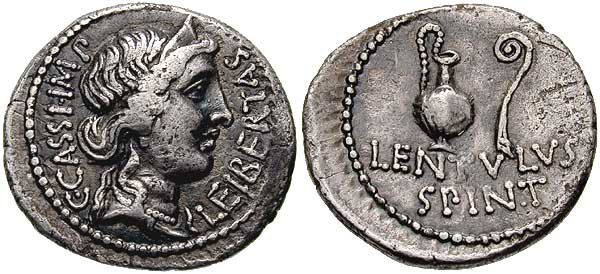
데나리우스에 묘사된 가이우스 카시우스. (기원전 42년)

가이우스 카시우스 롱기누스(Gaius Cassius Longinus, 기원전 85년 10월 3일 – 기원전 42년 10월 3일)는 로마 공화정 말기의 정치인이자 군인으로 율리우스 카이사르 암살의 주동자이며 마르쿠스 브루투스의 매제였다.

## 생애

### 어린 시절
카시우스의 초기 생애는 별로 알려진 것이 없다. 그는 세르빌리아 카이피오니스의 딸이자 마르쿠스 브루투스의 아버지가 다른 누이인 유니아 테르티아와 결혼하였다. 로도스섬에서 아켈라우스밑에서 공부하였고 유창한 그리스어를 구사하였다고 한다.
기원전 53년 마르쿠스 리키니우스 크라수스 밑에서 재무관을 지낸 것이 첫 공직생활이었다. 크라수스의 시리아 원정 당시 함께 종군하여 크라수스에게 유프라테스강에서 적진 깊숙이 들어가지 말 것을 조언했으나 무시되었다. 이후에도 몇 번씩 크라수스에게 군사적 조언을 했으나 통하지 않았고 카르하이 전투에서 카시우스는 크라수스를 버리고 기병 500명과 함께 겨우 도망쳐서 목숨을 건졌고 크라수스는 전사했다. 전투 이후 시리아에서 파르티아와 대적하면서 몇 년을 더 보내다가 로마로 돌아왔다.

### 내전기간
로마에서 그는 시리아에서의 강탈로 인해 재판을 받을 위기에 처했는데 때마침 일어난 폼페이우스와 율리우스 카이사르의 내전으로 위기에서 벗어났다. 카시우스는 "원로원파"의 일원으로 카이사르가 루비콘강을 건너자 그리스로 달아나 폼페이우스와 합류했고 원로원파의 함대를 지휘하면서 기원전 48년 시칠리아의 카이사르 군을 공격했다. 이후 계속 함대를 이끌고 지중해 일대에서 카이사르의 해군을 괴롭혔는데 파르살루스 전투에서 폼페이우스가 대패했다는 소식을 듣고 동방으로 도망치다가 다르다넬스 해협에서 카이사르에게 무조건 항복하였다.
그는 카이사르에게 적극적으로 협력하기로 하고 카이사르의 군단장이 되어 이집트 프톨레마이오스 왕가의 내전에 참가했고 이후 폰투스의 파르나케스 2세와의 전투에도 참가했다. 그러나 카시우스는 아프리카에서 카토와 싸우는 것을 거부하고 로마로 돌아왔고 그 후 키케로와 친분을 쌓았다.

### 카이사르 암살
내전이 끝난 후 기원전 44년 그는 처남인 브루투스와 함께 카이사르에 의해 법무관이 되었다. 이때 카시우스는 브루투스가 수도담당 법무관이 되고 경력에서 처남을 훨씬 능가하는 자신이 차석 법무관이 된 것에 불만을 품었고 카이사르가 자신을 신뢰하지 않는다고 생각했다. 카이사르가 그를 신뢰하지 않은 것은 그가 크라수스를 배신했기 때문일 것이라고 한다. 그는 카이사르의 암살을 계획하고 처남이자 사람들의 신임을 받는 브루투스를 끌어들였다.
3월 15일 그는 원로원 회의장에 들어오는 카이사르를 다른 주모자들과 함께 암살했다.

### 암살 이후
카이사르 암살 이후, 폭도로 변한 시민들과 카이사르의 군단병들은 암살자들을 위협했고 혼란을 틈타 권력을 장악한 마르쿠스 안토니우스는 암살자들과 타협하였다. 암살의 주동자인 카시우스는 성난 민중을 피해 로마에서 달아나 시리아 속주 총독자격으로 망명하듯 떠났다.
한편 로마에서는 카이사르의 후계자로 서서히 옥타비아누스가 부상하고 있었고 그는 안토니우스, 레피두스와 함께 제2차 삼두정치를 결성하고 카이사르 암살파에 대한 복수에 나섰다. 카시우스는 시리아에서 군사를 모집해 다르다넬스 해협을 건너 트라키아로 진격했다. 그는 브루투스와 함께 그리스에서 안토니우스-옥타비아누스 군을 맞아 싸울 준비를 하였다. 기원전 42년 10월 마케도니아 동부 필리피 전투에서 카시우스는 안토니우스를 맞아 싸웠으나 패했다. 브루투스는 옥타비아누스를 맞아 이겼지만 카시우스는 그 사실을 알지 못한재 절망하여 자살했다.